# G-pruganje
G-pruganje, tehnika kromosomskog pruganja, metode u citogenetici kojom se omogućava detekciju konstitutivnog heterokromatina u području centromera (C-pruge) i interkalarnog heterokromatina u području krakova (G-pruge). Tehnika pruganja je bojenje Giemsovom bojom, a to je mješavina boja specifičnih za fosfatne skupine DNK. Tretira li se fiksirani kromatin enzimom tripsinom ili vrućom otopinom soli, nakon bojenja će na kromosomima biti vidljive G-pruge odnosno konstitutivni heterokromatin u području krakova kromosoma. Zahvaljujući tehnikama pruganja kromosoma G-pruganja, C-pruganja i R-pruganja može se razlikovati tri vrste kromatina: eukromatin, konstitutivni heterokromatin i interkalarni heterokromatin.